# 南野駅
南野駅（みなみのえき）は、山形県東田川郡庄内町古関口にある、東日本旅客鉄道（JR東日本）陸羽西線の駅である。
陸羽西線は2022年（令和4年）5月より列車の運行を休止、バス代行を行っており、当駅も休止駅となっている。代行バスについては「陸羽西線#バス代行輸送」を参照。

## 歴史
- 1917年（大正6年）11月：駅周辺の町村から鉄道院総裁へ駅設置が要望される[4]。
- 1959年（昭和34年）5月15日：日本国有鉄道（国鉄）陸羽西線狩川 - 余目間に開業[5]。
- 1987年（昭和62年）4月1日：国鉄分割民営化により、JR東日本の駅となる[5]。
- 2022年（令和4年）5月14日：高屋道路の（仮称）高屋トンネル建設関連工事に伴う陸羽西線の列車運行休止に伴い、鉄道駅としての営業を休止する[3]。代行バスのりばは余目第四公民館駐車場に設置[3][6]。
- 2024年（令和6年）10月1日：えきねっとQチケのサービスを開始[1][7]。

## 駅構造
単式ホーム1面1線を有する地上駅である。ホームに待合室があるだけの構造である。
新庄統括センター（新庄駅）管理の無人駅である。当駅以東は東北本部（2026年7月から山形事業本部）の管轄で、隣駅の余目駅からは新潟支社（2026年7月から庄内事業本部）管轄となる。

## 利用状況
「山形県の鉄道輸送」によると、1987年度（昭和62年度）- 2004年度（平成16年度）の1日平均乗車人員の推移は以下のとおりであった。
| 乗車人員推移        | 乗車人員推移     | 乗車人員推移 |
| 年度                | 1日平均 乗車人員 | 出典         |
| ------------------- | ---------------- | ------------ |
| 1987年（昭和62年）  | 59               | [ 9 ]        |
| 1988年（昭和63年）  | 63               | [ 9 ]        |
| 1989年（平成0元年） | 61               | [ 9 ]        |
| 1990年（平成02年）  | 58               | [ 9 ]        |
| 1991年（平成03年）  | 77               | [ 9 ]        |
| 1992年（平成04年）  | 77               | [ 9 ]        |
| 1993年（平成05年）  | 71               | [ 9 ]        |
| 1994年（平成06年）  | 72               | [ 9 ]        |
| 1995年（平成07年）  | 69               | [ 9 ]        |
| 1996年（平成08年）  | 74               | [ 9 ]        |
| 1997年（平成09年）  | 60               | [ 9 ]        |
| 1998年（平成10年）  | 52               | [ 9 ]        |
| 1999年（平成11年）  | 44               | [ 9 ]        |
| 2000年（平成12年）  | 43               | [ 9 ]        |
| 2001年（平成13年）  | 39               | [ 9 ]        |
| 2002年（平成14年）  | 30               | [ 9 ]        |
| 2003年（平成15年）  | 26               | [ 9 ]        |
| 2004年（平成16年）  | 22               | [ 9 ]        |

## 駅周辺
周辺は水田が広がる。駅西側に民家が少し固まっている。駅東側は一面の田んぼである。
- 南野簡易郵便局

## 隣の駅
東日本旅客鉄道（JR東日本）
■陸羽西線
狩川駅 - 南野駅 - 余目駅